# Soirs d'antan
Soirs d'antan sous-titré valse lente pour piano, op. 34, est une œuvre pour piano de la compositrice Mel Bonis.

## Composition
Mel Bonis compose son Soirs d'antan pour piano. Il existe deux manuscrit dont un est noté « ne pas éditer ». L'œuvre ne sera publiée qu'à titre posthume, en 2014, par les éditions Furore.

## Analyse
L'œuvre fait partie d'un corpus de pièces dédiées à la valse par Mel Bonis. Soirs d'antan est plus proche des valses-caprices de Gabriel Fauré ou de La Plus que lente de Claude Debussy.

## Discographie
- Le diamant noir, par Laurent Martin (piano), Ligia Digital, 2016

## Sources
Étienne Jardin, Mel Bonis (1858-1937) : parcours d'une compositrice de la Belle Époque, 2020 (ISBN 978-2-330-13313-9 et 2-330-13313-8, OCLC 1153996478, lire en ligne)